# 1208
1208 (MCCVIII) fue un año bisiesto comenzado en martes del calendario juliano.

## Acontecimientos
- 24 de febrero: en la villa de Asís (península itálica), Francisco de Asís afirma que escuchó directamente a Jesucristo ordenándole que comenzara su misión.
- 10 de marzo: en Roma, el papa Inocencio III proclama la guerra «santa» contra los cátaros (campaña relámpago de la cruzada albigense).
- 1 de junio: en la península ibérica, el rey Alfonso IX de León decide mejorar el emplazamiento del antiguo Burgo del Faro, que tenía ya iglesia y puerto desde la época de Alfonso VII, y crear el nuevo de La Coruña, más próximo al faro herculino.
- En la península itálica, Francisco de Asís funda la Orden Franciscana, dedicada a realizar buenas obras y a vivir en la pobreza voluntariamente.
- En la península ibérica, Béjar es colonizada por población castellana, bajo el reinado de Alfonso VIII.
- En la península ibérica se fundan los municipios madrileños de Alcobendas y Alcorcón.
- En la península ibérica se funda el Estudio General de Palencia bajo el patrocinio del obispo Tello Téllez de Meneses y el rey Alfonso VIII de Castilla.

## Nacimientos
- 2 de febrero: Jaime I el Conquistador, rey aragonés (f. 1276).

## Fallecimientos
- 15 de enero: Pierre de Castelnau, legado pontificio francés.
- 9 de noviembre: Sancha de Castilla, infanta castellana y reina consorte aragonesa (n. 1154 o 1155).